# خط أنابيب تبريز-أنقرة
خط أنابيب تبريز-أنقرة هو خط أنابيب لنقل الغاز من تبريز في إيران إلى العاصمة التركية أنقرة، يبلغ طول الخط 2,577 كم وقد افتتح في يناير 2002. الطاقة التصميمية للخط تبلغ 14 مليار متر مكعب من الغاز سنويا فيما تبلغ واردات تركيا حوالي 10 مليارات متر مكعب سنويا.

## الخلفية التاريخية
كانت الجمهورية التركية تعتمد في بداية التسعينيات من القرن العشرين على استيراد غالب واردتها من الغاز الطبيعي من جمهورية روسيا الاتحادية، فقد بلغ الاستهلاك المحلي السنوي من الغاز الطبيعي في عام 1996 نحو 7.95 مليار متر يأتي 70% من هذه الكمية من روسيا التي تصدر عبر الأنابيب نحو 5.5 مليار متر كعب من الغاز أما باقي الكمية فتستورد من الجزائر كغاز مسال بنحو 2.4 مليار متر مكعب ٬ أما الأنتاج المحلي من الغاز الطبيعي فلا يزيد عن 183 مليون متر مكعب سنويا. ورغبة منها في تنويع واردتها من الغاز وامام أزدياد الطلب المحلي آنذاك على الغاز (والذي أزداد ليبلغ نحو 14.7 مليار متر مكعب في عام 2000) قامت الحكومة التركية بعقد اتفاق مع إيران في أغسطس 1996 بقيمة 20 مليار دولار لاستيراد نحو 8 ترليون قدم مكعب من الغاز الطبيعي الإيراني (نحو 226 مليار متر مكعب) خلال فترة 22 عام يتم نقلها عن طريق خط أنابيب بطول 2,577 كم يمتد من تبريز إلى أنقرة، وقد نص الاتفاق أن يبدأ تشغيل الخط في نهاية عام 1999 إلا أن الخط لم يفتتح إلا في نهاية شهر يناير 2002.

## الخلاف حول السعر
قامت تركيا في عام 1912 برفع شكوى إلي محكمة التحكيم الدولية في سويسرا بسبب تسعيرة الغاز الإيراني المرتفعة واصدرت المحكمة في 2016 حكمها بإلزام الحكومة الإيرانية بدفع تعويضات لتركيا بقيمة 1.9 مليار دولار واتفقت طهران مع أنقرة على تصدير الغاز مجانا لها حتى استيفاء المبلغ المذكور ٬ وكانت تركيا قد استوردت من إيران خلال عامي 2012-2016 غازا طبيعيا بقيمة 14.2 مليار دولار.